# 콘노 히로미
콘노 히로미(今野 宏美, 9월 13일1976~ ) 또는 콘노 히로미는 일본의 여성 성우이다.
아오니 학원을 거쳐 아오니 프로덕션소속. 홋카이도출신.

## 내력, 인물
- 카와나미 요코(川浪葉子)와 목소리가 닮았다.
- 홋카이도 방송 주최의 퍼스털리티 오디션(1992년)에서 입상을 해, 준우승의 고하시 아키(小橋亜樹) 등과 함께 4명이서 HBC라디오 심야 프로그램의 퍼스널리티를 담당했다. 당시의 애칭은「작은히로(ちびひろ)」. 이름이「히로」로 시작하는 사람이 두 명 있었기 때문에, 키로서 「큰 히로(でかひろ)」「작은히로(ちびひろ)」로 구분했던 것에서 유래.
- 1997년 1월 19일,『센티메탈 그래피티』의 야마모토 루리카역으로 데뷔. 당시 삿포로대학의 연극동호회「극단 다이너마이트」에 소속.
- 동작동기로 데뷔한스즈키 우라라코・오카모토 아사미・마키시마 유키・니시구치 유카・오카다 쥰코과의 6인조를 통칭「토끼조(うさぎ組)」（소속사무소・마커스),나머지 출연자 스즈키 마리코・요네모토 치즈・토요시마 마치코・오다 미치코・마에다 아이・만나카 유키코의 6명을 추가한, 12명이나 되는 유닛을「SG걸즈」라고 부른다. 그 무렵부터「히-쨩(ひーちゃん)」의 애칭이 사용되었다.
- 성우 유닛「파스텔」의 전 멤버이기도 하다.
- 동음 이자(한자 기준)인 배우 콘노 히로미(今野ひろみ)와는 다른 사람.
- 자칭「악의 비밀결사 총사」.
- 청소나 과자만들기 등, 가정적인 취미가 있다.
- 리에 역으로 출연한최종병기 그녀에서 작품의 무대가 홋카이도였기 때문에, 방언의 지도도 담당했다.
- 2004년 아케이드 게임『멋쟁이 마녀 러브 and 베리』로 일반적으로 이름을 알리게 되고, 2007년에 『게게게의 기타로』의 5번째 네코무스메와 『러키☆스타（TV애니메이션판）』코가미 아키라로 주목을 받았다.
- 천연 캐릭터에 M. 라디오『러키☆채널』에서는「어시스턴트를 발로 차는 퍼스널리티」라는 코가미 아키라의 설정을 연기하는 것에 맞게, 자신의 성격이 드러나지 않도록 조심했다고 한다.
- 우녀(雨女)로서 유명CD『삼십 줄 곶』의 커플링 곡으로 「부디 비의 노래를」이라는 리퀘스트로 『꿈결의 비』가 완성되었다.

## 출연 작품
※굵은 글자는 주역 혹은 히로인

### TV 애니메이션
- 마루코는 아홉살（아케미, 치비, 옆반 여자아이, 그 외）

1998년
- 센티멘탈 져니（야마모토 루리카）

2001년
- 마미무메★모가쵸（키코）

2002년
- 기강선녀 로우란（로우란）
- 최종병기 그녀（리에）

2003년
- 폭전슈트 베이브레드 G레볼루션（마틸다）
- 풀 메탈 패닉? 후못후（니시노 코즈에）
- 무적코털 보보보（샤이나）

2004년
- 그래 가랏! 즛코케 삼인조（아라이 요코）
- 탐정학원Q（타치키 아리사）
- 무적코털 보보보 (レーズン女）

2005년
- AIR（포테토）
- 기동 신선조 불타라 검（스자쿠）
- 라임색 유기담Ⅹ CROSS 〜사랑, 가르쳐주세요〜（베니이토）

2006년
- 엔젤 하트（타냐）
- 소년 음양사（타이인）
- 날아라 호빵맨（마이마이의 아이 B）
- 엽기인걸 스나코♥（라세느 외）

2007년
- 게게게의 기타로（네코무스메)
- 러키☆스타（코가미 아키라）
- 레 미제라블 소녀 코제트（마리）

2008년
- 캐릭캐릭 체인지(이루)
- 포르피의 기나긴 여행(코리나)

:2009년
- 메탈베이블레이드 (유이)
- 키디 걸랜드 (리투샤)
- 하늘을 바라본 소녀의 눈동자에 비치는 세계 (이마무라 스즈메)

2010년
- 아마가미SS (나카다 사에)

2011년
- 일상 (박사)
- 미래일기 (우에시타 카마도)

:2012년
- 사키 아치가편 (코바시리 야에)
- 아마가미 SS+ (나카타 사에)
- 여기저기 (미야마 카나)

2014년
- ONE PIECE (플래퍼)

### OVA
- Re:큐니하니（스칼렛 크로）
- 사쿠라대전 뉴욕・뉴욕（바스테트）
- 일상 (만화) (박사)

### 극장판 애니메이션
- 극장판 AIR（포테토）
- 멋쟁이 마녀♥러브and베리 행복의 마법（러브）

### 게임
- Iris（카나야 마나미）
- AIRFORCE DELTA ～BLUE WING KNIGHTS～（릴리샤・미하일로브나）
- 멋쟁이 마녀♥러브and베리（러브）
- 서몬나이트 시리즈（미니스・만）
  - 서몬나이트2
  - 서몬나이트3
- 슈퍼로봇대전 OG ORIGINAL GENERATIONS（쇼우코・아즈마）
- 소울칼리버 III（커스텀 캐릭터・소녀2）
- 대전 탁구（가챠린）
- 테일즈 오브 심포니아（세레스 와일더）
- 봉신연의2（라이신시）
- 마호로바Stories -Library of Fortune-（토토）
- Milky Season（타치바나 마시로）
- 모두와 단련하는 전뇌 트레이닝（메이）
- Riviera ～약속의 땅 리비에라～（룰리）
- LoveSongs♪ADV 후타바 리호 14세 ～여름～（多岐川晶）

1998년
- 센티멘탈 그래피티(야마모토 루리카)

2000년
- 센티멘탈 그래피티2(야마모토 루리카)

2006년
- 영웅전설 VI 천공의 궤적 FC(티타 러셀)
- 영웅전설 VI 천공의 궤적 SC(티타 러셀)

2007년
- 러키☆스타의 숲（코가미 아키라）
- 영웅전설 VI 천공의 궤적 TC(티타 러셀)

2008년
- 러키☆스타 ~료오학원 앵등제~（코가미 아키라）
- 쯔바이2 (루, 피피로)

2009년
- 아마가미 (나카다 사에)

### 특촬물
- 백수전대 가오레인져（피요）

### 실사
- 운난의 혼토코!（구두쇠 커플2・네비게이트）
- 러키☆스타（ED 16,17,21,22,23화）

### 라디오
- 호레보레
- 엘렌디아 방송국 리비에 라디오
- 러키☆채널（라디오 칸사이, 란티스 웹 라디오：2007년1월5일 ~ 07년9월28일）
- 러키☆채널 -료오학원 방과후의 책상-（라디오 칸사이,란티스 웹 라디오：2007년10월5일 ~ 08년1월4일）
- 신 러키☆채널 (라디오 칸사이, 란티스 웹 라디오 : 2008년1월11일 ~ 08년3월28일)
- 원조 러키☆채널 (라디오 칸사이, 란티스 웹 라디오 : 2008년4월4일 ~ )

### 나레이션
- 돗캉~!（TBS）
- 마기 신지의Smile Magic（키드 스테이션）
- 요이코의 키드파라다이스！（키드 스테이션）
- 하라 쇼（MXTV）

### CD
- 마로마유 드라마CD （마카폰）
- 반쪽 달이 떠오르는 하늘 드라마CD （가네코 마나미)
- 소년음양사 드라마CD（타이인）
- 영웅전설 VI 천공의 궤적 SC 드라마CD ～떠나갈 결의～（티타 러셀）

- 파스텔（가토 나나에、코야마 키미코、시미즈 아이、시라이시 료코、히에이다 마이、増山鈴乃音와의 유닛. 해산）
  - 1st맥시 싱글・홀딱 반한 기분（애니메이트 한정. 2003년 4월 1일）
  - 2nd맥시 싱글・하늘의 캔버스（2003년 9월 13일）
  - 앨범・PASTEL☆PARTY（2003년 12월 3일）

- 러키☆스타 관련
  - 애매 넷 달링（코가미 아키라의 명의、시라이시 미노루（시라이시 미노루와의 듀엣、라디오『러키☆채널』의 테마곡. 2007년 7월25일）
  - 삼십 줄 곶（코가미 아키라의 명의、애니메이션『러키☆스타』제16화 ED테마 2007년 8월 29일）

### 그 외
- 제12회 세계 요괴 회의　게스트 출연
- 스타챗.TV　부정기적으로 출연